# Callicostella usambarica
Callicostella usambarica är en bladmossart som beskrevs av Brotherus 1907. Callicostella usambarica ingår i släktet Callicostella och familjen Hookeriaceae. Inga underarter finns listade i Catalogue of Life.